# استاروآبسالیاموو
استاروآبسالیاموو (به لاتین: Staroabsalyamovo) یک منطقهٔ مسکونی در روسیه است که در باشقیرستان واقع شده‌است.